# أوسكار لويس (مدير فني)
أوسكار لويس (بالإنجليزية: Oscar Lewis)‏ هو مدير فني أمريكي، ولد في 1952.